# Кеблавик
Ке́блавик (исл. Keflavík [ˈcʰɛplaviːkʰ]) — город на полуострове Рейкьянес в юго-западной Исландии.

## Общие сведения
Население — 8169 жителей (2007). С 1994 года город входит в единый муниципалитет Рейкьянесбайр, где проживает 13256 человек (2007).
Кеблавик расположен в 30 км западнее столицы страны Рейкьявика (по автодороге — около 50 км), в городе есть гавань, вблизи города — одноимённый международный аэропорт. До 2006 года в городе находился штаб Вооружённых сил Исландии.
Поселение было основано в XVI веке и долгое время основой экономики было рыболовство.
Из спортивных команд города известен футбольный клуб «Кеблавик», четырёхкратный чемпион страны, известный по выступлениям в еврокубках.
В 10 км к северу от Кеблавика расположен город Гардюр.
С 1940-х годов на территории Кеблавика базировались войска США, которые с 1941 года взяли на себя оборону Исландии и получили право строить военные базы при условии, что по окончании войны все иностранные войска покинут страну. В 1946 году власти США обратились к исландскому правительству с просьбой о долгосрочной аренде баз в Кеблавике и других местах. Олавюр Торс, бывший тогда премьер-министром, вёл с американцами активные переговоры об отмене договора об обороне 1941 года и замене его новым, согласно которому американцы обязались бы вывести войска с территории острова в течение полутора лет и передать Исландии аэродром в Кеблавике. Вместе с этим им разрешалось пользоваться аэродромом и держать там обслуживающий персонал, пока войска США будут заняты в Германии. Данный договор предполагалось заключить на 5 лет. Несмотря на противодействие исландской общественности, особенно профсоюзов, он был ратифицирован 32 голосами в парламенте против 19.
В 1950 году в связи с началом корейской войны и обострения международной обстановки США начали оказывать давление на правительство Исландии с целью получения согласия на размещение на территории острова своих войск под эгидой НАТО. В итоге 5 мая 1951 года между Исландией и Соединёнными Штатами Америки был подписан оборонительный договор в соответствии с уставом НАТО. Исландия предоставляла территорию и необходимую инфраструктуру, а Соединённые Штаты Америки брали на себя заботу о её военной безопасности. Новый договор предусматривал также, что каждая сторона вправе потребовать его пересмотра, и, если через 6 месяцев согласие не будет достигнуто, через 12 месяцев договор прекращает своё действие.
В 2006 году в связи с прекращением срока действия договора войска США покинули авиабазу в Кеблавике. Вся оставшаяся инфраструктура была передана исландским властям.

## Галерея

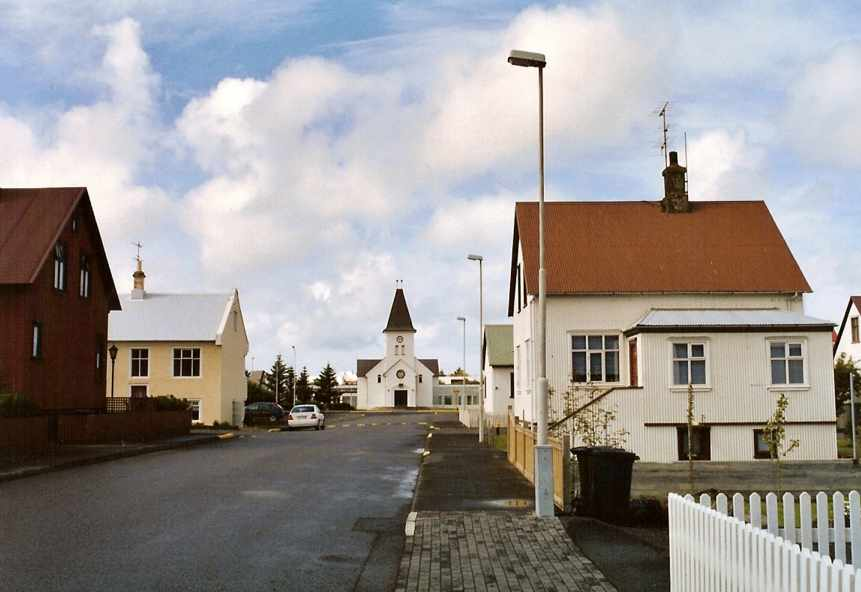
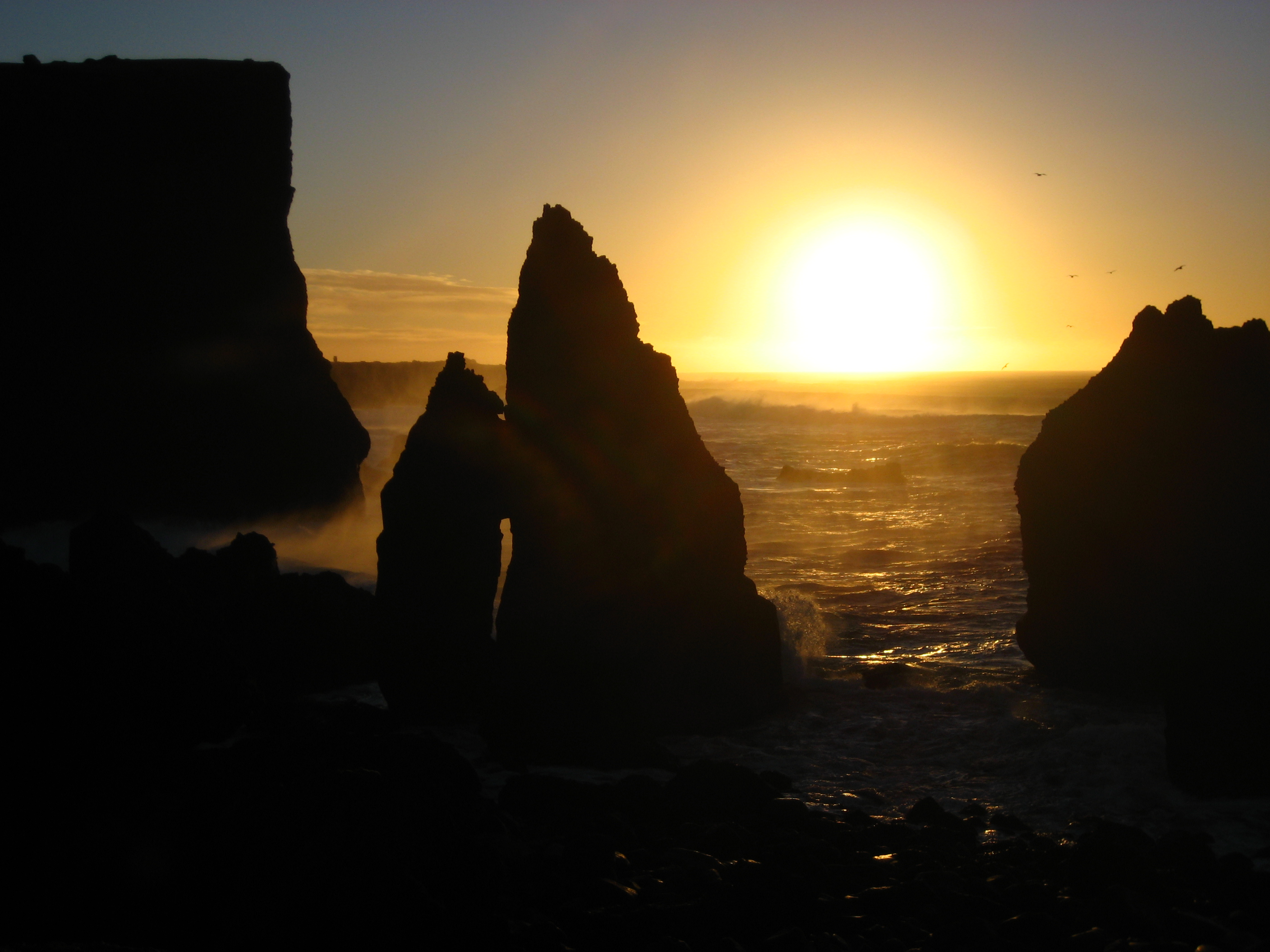